# Abbévillers
Abbévillers és un municipi francès situat al departament del Doubs i a la regió de Borgonya - Franc Comtat. L'any 2007 tenia 1.018 habitants.

## Demografia

### Població
El 2007 la població de fet d'Abbévillers era de 1.018 persones. Hi havia 405 famílies de les quals 92 eren unipersonals (69 homes vivint sols i 23 dones vivint soles), 143 parelles sense fills, 151 parelles amb fills i 19 famílies monoparentals amb fills.
La població ha evolucionat segons el següent gràfic:
Habitants censats

### Habitatges
El 2007 hi havia 432 habitatges, 413 eren l'habitatge principal de la família, 4 eren segones residències i 14 estaven desocupats. 332 eren cases i 99 eren apartaments. Dels 413 habitatges principals, 324 estaven ocupats pels seus propietaris, 83 estaven llogats i ocupats pels llogaters i 6 estaven cedits a títol gratuït; 2 tenien una cambra, 24 en tenien dues, 51 en tenien tres, 116 en tenien quatre i 220 en tenien cinc o més. 372 habitatges disposaven pel capbaix d'una plaça de pàrquing. A 136 habitatges hi havia un automòbil i a 255 n'hi havia dos o més.

### Piràmide de població
La piràmide de població per edats i sexe el 2009 era:
| Homes | Edats   | Dones |
| ----- | ------- | ----- |
| 0     | 95 o +  | 0     |
| 0     | 90 a 94 | 4     |
| 0     | 85 a 89 | 0     |
| 8     | 80 a 84 | 4     |
| 16    | 75 a 79 | 20    |
| 4     | 70 a 74 | 24    |
| 20    | 65 a 69 | 16    |
| 20    | 60 a 64 | 20    |
| 32    | 55 a 59 | 32    |
| 12    | 50 a 54 | 36    |
| 48    | 45 a 49 | 20    |
| 56    | 40 a 44 | 36    |
| 40    | 35 a 39 | 60    |
| 24    | 30 a 34 | 32    |
| 20    | 25 a 29 | 16    |
| 20    | 20 a 24 | 8     |
| 32    | 15 a 19 | 32    |
| 64    | 10 a 14 | 32    |
| 20    | 5 a 9   | 20    |
| 16    | 0 a 4   | 8     |

## Economia
El 2007 la població en edat de treballar era de 687 persones, 514 eren actives i 173 eren inactives. De les 514 persones actives 452 estaven ocupades (250 homes i 202 dones) i 62 estaven aturades (30 homes i 32 dones). De les 173 persones inactives 78 estaven jubilades, 39 estaven estudiant i 56 estaven classificades com a «altres inactius».

### Ingressos
El 2009 a Abbévillers hi havia 428 unitats fiscals que integraven 1.061,5 persones, la mediana anual d'ingressos fiscals per persona era de 21.843 €.

### Activitats econòmiques
Dels 22 establiments que hi havia el 2007, 1 era d'una empresa alimentària, 2 d'empreses de fabricació d'altres productes industrials, 5 d'empreses de construcció, 3 d'empreses de comerç i reparació d'automòbils, 3 d'empreses de transport, 1 d'una empresa d'hostatgeria i restauració, 1 d'una empresa financera, 2 d'empreses immobiliàries, 2 d'empreses de serveis, 1 d'una entitat de l'administració pública i 1 d'una empresa classificada com a «altres activitats de serveis».
Dels 6 establiments de servei als particulars que hi havia el 2009, 1 era una oficina de correu, 1 paleta, 1 guixaire pintor, 1 fusteria, 1 lampisteria i 1 restaurant.
Dels 2 establiments comercials que hi havia el 2009, 1 era una botiga de més de 120 m² i 1 una botiga de menys de 120 m².
L'any 2000 a Abbévillers hi havia 5 explotacions agrícoles.

## Equipaments sanitaris i escolars
El 2009 hi havia una escola elemental.

## Poblacions més properes
El següent diagrama mostra les poblacions més properes.